# Rhodostrophia separata
Rhodostrophia separata là một loài bướm đêm trong họ Geometridae.